# شاهين الكواري
شاهين غانم الكواري  لاعب كرة قدم قطري. 

## مسيرة اللاعب
لعب في نادي الجيش ونادي السيلية ونادي الشمال ونادي لوسيل ونادي مسيمير.